# Movie Box-ing
『Movie Box-ing』（ムービーボクシング）は、2003年の日本映画。「Run-ing」、「自転少年」、「巡査と夏服」の3本のオムニバス形式である。2004年10月30日公開。計67分。

## 統括スタッフ
- エグゼクティブプロデューサー：横濱豊行、河井信哉
- 監修：飯田譲治
- プロデューサー：松岡秀作、松本英晃、斎藤悠介
- 企画・製作：オメガ・プロジェクト
- 制作：アミューズ、ニューシネマワークショップ
- 企画協力：函館港イルミナシオン映画祭
- 配給：オムロ
- 配給協力：ニューシネマワークショップ

## Run-ing
2002年度シナリオ大賞グランプリ受賞作品、18分

### キャスト
- 平松豊
- 岡田めぐみ
- 山田幸伸
- 緋田康人
- はじ
- 天田暦

### スタッフ
- 脚本：島崎友樹
- 監督：大滝純
- 撮影：田中創
- 音楽：O-JIRO
- プロデューサー：松岡秀作
- 制作：アミューズ

## 自転少年
2002年度シナリオ大賞準グランプリ受賞作品、21分

### キャスト
- 堀水優
- 濱野瑞帆
- 佐藤真弓
- 山寺宏一
- つぐみ

### スタッフ
- 脚本：一法師誠
- 監督：深川栄洋
- 撮影：鍋島淳裕
- 音楽：あがた森魚
- プロデューサー：武藤起一、露木栄司
- 制作：アミューズ、ニューシネマワークショップ

## 巡査と夏服
2002年度シナリオ大賞川本三郎受賞作品、27分

### キャスト
- 大熊啓誉（シャカ）
- 原田夏希
- 福田明子
- 蝦名聖也

### スタッフ
- 脚本：栗原裕光
- 監督：斉藤玲子
- 撮影：三木本久城
- 音楽：ライオンメリイ
- プロデューサー：武藤起一、竹平時夫
- 制作：アミューズ、ニューシネマワークショップ